# Savona Foot-Ball Club 1969-1970
Questa voce raccoglie le informazioni riguardanti il Savona Foot-Ball Club nelle competizioni ufficiali della stagione 1969-1970.

## Rosa
| N. |                   | Ruolo | Calciatore         |
| -- | ----------------- | ----- | ------------------ |
|    | Italia (bandiera) | D     | Aldo Anzuini       |
|    | Italia (bandiera) | C     | Lorenzo Barlassina |
|    | Italia (bandiera) | D     | Bruno Baveni       |
|    | Italia (bandiera) | D     | Francesco Canepa   |
|    | Italia (bandiera) | C     | Giovanni Capra     |
|    | Italia (bandiera) | C     | Luciano Cherubini  |
|    | Italia (bandiera) | A     | Stefano Dal Monte  |
|    | Italia (bandiera) | P     | Italo Ghizzardi    |
|    | Italia (bandiera) | D     | Marcello Lippi     |
|    | Italia (bandiera) | A     | Antonio Marcolini  |
|    | Italia (bandiera) | C     | Cesare Mavero      |
|    | Italia (bandiera) | P     | Giampaolo Merciai  |

| N. |                   | Ruolo | Calciatore         |
| -- | ----------------- | ----- | ------------------ |
|    | Italia (bandiera) | D     | Paolo Mialich      |
|    | Italia (bandiera) | D     | Ezio Paparelli     |
|    | Italia (bandiera) | D     | Carlo Pozzi        |
|    | Italia (bandiera) |       | Profumo            |
|    | Italia (bandiera) | A     | Raffaello Restelli |
|    | Italia (bandiera) | C     | Marco Rossi        |
|    | Italia (bandiera) | C     | Mario Rossini      |
|    | Italia (bandiera) | C     | Alfredo Rosso      |
|    | Italia (bandiera) | C     | Giorgio Rumignani  |
|    | Italia (bandiera) | D     | Osvaldo Verdi      |
|    | Italia (bandiera) | A     | Guido Vivarelli    |
|    | Italia (bandiera) | C     | Vincenzo Zucchini  |